# مولهایم
شهر مولهایم (به آلمانی: Müllheim) در ایالت بادن-وورتمبرگ در کشور آلمان واقع شده‌است.